# Ann Getty

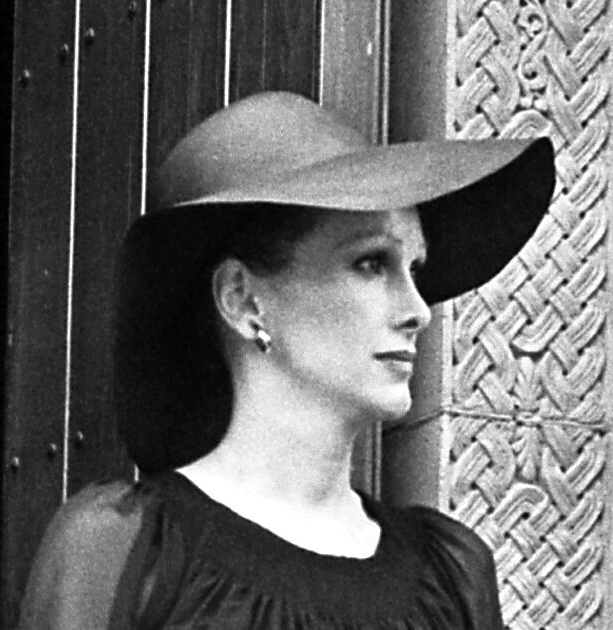
Ann Getty (1976)

Ann Getty (* 11. März 1941 in Gustine, Kalifornien; † 14. September 2020 in San Francisco) war eine US-amerikanische Verlegerin und Philanthropin.

## Leben
Ann Getty wurde 1941 als Ann Gilbert in Gustine, einem von Landwirtschaft geprägten Dorf in Kalifornien geboren. Ihr Vater betrieb eine Milchfarm. Als Ann zwölf Jahre alt war, zog die Familie nach Wheatland im Central Valley um. Sie machte ein Studium der Anthropologie und Biologie an der University of California, Berkeley. Daraufhin arbeitete sie in San Francisco und traf dort Gordon Getty, einen Sohn von J. Paul Getty. Am Weihnachtstag 1964 heirateten sie in Las Vegas. Nach dem Tod ihres Schwiegervaters, dem Besitzer der Firma Getty Oil, wurde diese bedeutende Ölförderfirma 1984 an Texaco verkauft. Vom Verkaufserlös wurden über 4 Milliarden US-Dollar in eine Familienstiftung (Family Trust) einbezahlt, deren Stiftungspräsident (Sole Trustee) Gordon Getty wurde. Dies erlaubte seiner Frau Ann Initiativen zu ergreifen. So gründete sie 1985 zusammen mit dem österreichisch/englischen Publizisten George Weidenfeld die Firma Wheatland Corporation, benannt nach ihrem Herkunftsort in Kalifornien.
Nach der Übernahme von Grove Press entstand mit den Mitteln von Ann Getty das Verlagshaus Grove Weidenfeld in England, dessen Präsidentin Ann war. Sie verbrachte einen wesentlichen Teil ihres Lebens in New York, wo sie Aufsichtsrätin von Institutionen wie dem Metropolitan Museum of Art und der New York University wurde. Aber auch in Kalifornien war sie als Philanthropin tätig. Zusammen mit ihrem Mann gründete sie die Wohlfahrtsstiftung Ann and Gordon Getty Foundation. Sie war auch Mäzenin der University of California in San Francisco (UCSF), der San Francisco Opera, der San Francisco Symphony und des Napa Valley Festivals. 
Ann Getty hinterließ ihren Mann und drei Söhne. Der Regisseur Andrew Getty, ein weiterer Sohn, starb 2015. Ihr Mann begründete 2022 die Ann and Gordon Getty Foundation for the Arts, die zukünftig kulturelle Institutionen unterstützen soll. Als Stiftungskapital dient der Erlös aus der im Oktober 2022 im Auktionshaus Christie’s versteigerten Kunstsammlung, die vor allem von Ann Getty zusammengetragen wurde. Hierzu gehörten neben verschiedenem Kunsthandwerk vor allem bedeutende Gemälde von Künstlern wie Mary Cassatt, Henri Matisse, Odilon Redon, Claude Monet, Henri de Toulouse-Lautrec, Giovanni Antonio Canal, Edgar Degas, Giovanni Boldini, Édouard Manet, Pablo Picasso und Camille Pissarro.